# PHANTOMS OF THE PopERA 〜ポペラ座の怪人たち〜
『PHANTOMS OF THE PopERA 〜ポペラ座の怪人たち〜』（ファントムズ・オブ・ザ・ポッペラ　ポペラざのかいじんたち）は、BEAT CRUSADERSのビデオクリップ集。2005年9月28日、DefSTAR RECORDSよりリリース。

## 解説
- メジャーデビュー以後に制作されたPVを収めたビデオクリップ集。オフィシャルサイトに映像作品を望む声が絶えず、今作のリリースに至った。
- PVの監督はすべて増山準哉が担当。またすべてのPVにおいて、TROPICAL GORILLAのベーシスト、Cimが出演している。
- 初回生産分のみ、真壁一智描き下ろし　PV男優Cimプロマイド型ポストカード封入。
- また、曲間にはオフィシャルサイトでのVJプログラム「スパルタンSEX Vol.SIX」として、メンバー自らが曲紹介を行っている。

## 収録曲
1. JAPANESE GIRL
グラビアアイドルの石坂ちなみが出演。
2. LOVE DISCHORD
3. HIT IN THE USA
オープニングのDJを小林克也が担当。
4. MOON ON THE WATER
「animation BECK original soundtrack "KEITH"」収録曲。肘井美佳が出演している。メンバー出演はヒダカのみ。
5. IMAGINE? (DEC 13 '04 SHIBUYA QUATTRO)
2004年に行われたツアー「エキゾチック・ジャパン '04」ツアーファイナルより収録。ライブで恒例の「おま○コール」が聴けるが、一部規制がかかっている。
6. RUSK (DEC 13 '04 SHIBUYA QUATTRO)
2004年に行われたツアー「エキゾチック・ジャパン '04」ツアーファイナルより収録。
7. FEEL
グラビアアイドルの花井美里が出演している。
8. LOVEPOTION #9
9. I CAN SEE CLEARLY NOW
北乃きいが出演している。なお、この作品にはメンバーの出演はなく、北乃には誰一人会っていなかったという。